# Список плазунів Франції
У списку перелічені 45 плазунів (42 автохтонні види та 3 інтродуковані), які мешкають у Франції. Також наведені дані щодо 1 автохтонного зниклого плазуна і 1 виду, дані щодо якого потребують подальшого уточнення. Основою статті став список Французького герпетологічного товариства (фр. Société Herpétologique de France, чи SHF). Термінологія наведена відповідно до списку плазунів Європи від Європейської герпетологічної спілки (лат. Societas Europaea Herpetologica), або просто SEH. У списку перелічені плазуни виключно європейської частини Франції (материкова частина та Корсика), рептилії заморських територій не враховуються.
У Франції описано 13 видів змій, 20 видів ящірок та 9 видів черепах серед автохтонних рептилій, які групуються по 27 родах, 15 родинах та 2 рядах. Деякі джерела відносять Zamenis scalaris до роду Rhinechis, тому, якщо дотримуватися таких рекомендацій, родів буде 28.
Trachemys scripta, Chelydra serpentina (2 види черепах) та Podarcis sicula (вид ящірки) ще більше розбавляються видове та родове розмаїття герпетофауни країни, доводячи кількість родів до 29 (30), а кількість видів до 45. Вони згадуються як у вище наведеному списку SHF, так і в таких авторитетних джерелах, як Червона книга Франції та INPN (фр. Inventaire National du Patrimoine Naturel) — офіційній пошуковій системі Французького музею історії природи, яка створена для пошуку та аналізу даних, що стосуються живої та неживої природи — і розцінюються як інвазивні види. Також наявні дані щодо інтродукції Testudo graeca. Ще один вид — Acanthodactylus erythrurus — раніше траплявся на теренах країни (до кінця XIX століття), проте у наш час вважається зниклим.
На кількість родів та видів повпливали і таксономічні зміни, які відбулися протягом останніх 15 років. Так, у 2010 та 2013 роках вийшли наукові статті, які на молекулярному рівні довели, що ряд підвидів Anguis fragilis насправді є повноцінними видами. Одним з таких «новачків» стала Anguis veronensis, яка збагатила французьку та італійську герпетофауни. Не менш динамічною виявилася ситуація з Natrix natrix. У 2016 вийшла стаття, яка на основі молекулярного аналізу довела, що N.n.astreptophora повинен вважатися окремим видом. По всій території Франції був поширений підвид звичайного вужа N.n. helvetica. У серпні 2017 року світ побачила наукова робота, котра також вказує на те, що цей плазун мусить бути підвищений до видового рівня. Французьке герпетологічне товариство використовує знахідки цих статей для складання свого списку.

## Список

### Легенда
Наступні категорії використані для позначення охоронного статусу кожного виду за оцінками МСОП та Європейського Червоного списку:
| CR | Critically Endangered | На межі зникнення              |
| EN | Endangered            | Під загрозою вимирання         |
| VU | Vulnerable            | Уразливий                      |
| NT | Near Threatened       | Близький до загрозливого стану |
| LC | Least Concern         | У найменшій загрозі            |

Для більшості плазунів наведений їх статус у ЄЧС (виділений жирним шрифтом — VU, EN, LC, NA). Якщо європейський статус відсутній, то наведено глобальний (звичайним шрифтом — VU, LC, NT). Якщо і такий статус відсутній, то в клітинці стоїть прочерк («-»). Під українською вернакулярною назвою рептилій наведена локальна вернакулярна назва (у випадку Франції — французькою), якщо така існує.

### Плазуни

#### Підтверджені плазуни
| Українська назва/Локальна назва                          | Біноміальна назва                              | Родина            | Ряд        | Статус ЄЧС/МСОП | Ареал проживання | Зображення | Примітки                        |
| -------------------------------------------------------- | ---------------------------------------------- | ----------------- | ---------- | --------------- | --- | ---------- | ------------------------------- |
| Веретільниця ламка (фр. Orvet fragile)                   | Anguis fragilis Linnaues, 1758                 | Anguidae          | Squamata   | LC              | Ящірка поширена на території всієї Франції, окрім Корсики. Також, поки що відсутні дані про її наявність в департаменті Лот і Гаронна. Трапляється в різноманітних біотопах: у лісі, на лісових галявинах та на узліссі, серед чагарників, на гірських луках, поблизу боліт, у парках та садах.                                    |            | [ 7 ] [ 8 ] [ 9 ]               |
| (фр. Orvet de Vérone)                                    | Anguis veronensis Pollini, 1818                | Anguidae          | Squamata   | LC              | У Франції трапляється на крайньому південному сході країни, у департаменті Приморські Альпи. Оселища A. veronensis не сильно відрізняються від оселищ A. fragilis. |            | [ 10 ] [ 11 ] [ 12 ]            |
| Мідянка звичайна (фр. Coronelle lisse)                   | Coronella austriaca Laurenti, 1768             | Colubridae        | Squamata   | LC              | Змія трапляється по всій Франції, окрім Корсики, Парижу та декількох департаментів на півдні. Їй до вподоби чагарники, ліси, рідколісся, узлісся, скелі, осипи, насипи вздовж колій, у горах її можна побачити на луках та інших відкритих місцинах.                                                                               |            | [ 13 ] [ 14 ] [ 15 ]            |
| Мідянка іспанська (фр. Coronelle girondine)              | Coronella girondica (Daudin, 1803)             | Colubridae        | Squamata   | LC              | Змія трапляється на півдні країни, відсутня на Корсиці. Є термофільним видом. На неї можна натрапити у чагарниках, серед рідколісся, у кам'янистих місцинах та серед кам'яних руїн, у садах, виноградниках та на плантаціях. |            | [ 16 ] [ 17 ] [ 18 ]            |
| Полоз зелено-жовтий (фр. Couleuvre verte et jaune)       | Hierophis viridiflavus (Lacépède, 1789)        | Colubridae        | Squamata   | LC              | Змія трапляється по всій Франції, окрім її північної та північно-східної частин. Еврітопний вид, на який можна натрапити в негустих лісах, у чагарниках, серед кам'яних руїн чи насипів, поблизу річок та у пересохлих річищах, у фруктових садах.                                                                                 |            | [ 19 ] [ 20 ] [ 21 ]            |
| (фр. Couleuvre à échelons)                               | Zamenis scalaris (Schinz, 1822)                | Colubridae        | Squamata   | LC              | Змія мешкає у південно-східній частині країни (окрім Корсики). Надає перевагу теплим місцинам з добре розвинутим рослинним покривом, особливо таким як маквіси та гариги. Також не уникає прибережних місцин та сільськогосподарських полів.                                                                                       |            | [ 22 ] [ 23 ] [ 24 ]            |
| Полоз ескулапів (фр. Couleuvre d’Esculape)               | Zamenis longissimus (Laurenti, 1768)           | Colubridae        | Squamata   | LC              | Трапляється у центральній та південній частинах країни, не трапляється на Корсиці, у Бретані та півночі країни. Надає перевагу сухим місцинам (рідколіссю та узліссю, зарослим ущелинам, кам'яним руїнам та насипам уздовж доріг, садам та виноградникам).                                                                         |            | [ 25 ] [ 26 ] [ 27 ]            |
| Гекон турецький (фр. Hémidactyle verruqueux)             | Hemidactylus turcicus (Linnaeus, 1758)         | Gekkonidae        | Squamata   | LC              | Гекон трапляється на Корсиці та уздовж південно-східного узбережжя країни. Полюбляє теплі сухі місцини, наприклад тріщини серед скель, печери, кам'яні стіни, чагарники, також може зустрічатися в будинках. |            | [ 28 ] [ 29 ]                   |
| Алгіроідес Фіцінгера (фр. Algyroïde de Fitzinger)        | Algyroides fitzingeri (Wiegmann, 1834)         | Lacertidae        | Squamata   | LC              | Ендемік Корсики (Франція) та Сардинії (Італія). Полюбляє теплі та сухі місцини, трапляється як у лісах, гаригах та маквісах, так і у місцинах з бідною, або практично відсутньою рослинністю. |            | [ 30 ] [ 31 ]                   |
| (фр. Lézard de Bedriaga)                                 | Archaeolacerta bedriagae (Camerano, 1885)      | Lacertidae        | Squamata   | NT              | Ендемік Корсики та Сардинії. Як і A. fitzingeri полюбляє теплі місцини, такі як оголені, бідні на рослинність скелясті схили, осипи, рідколісся, але може жити в гаригах та маквісах. |            | [ 32 ] [ 33 ] [ 34 ]            |
| (фр. Lézard du Val d’Aran)                               | Iberolacerta aranica (Arribas, 1993)           | Lacertidae        | Squamata   | EN              | Зустрічається на самому півдні в Піренеях на території двох гірських масивів: Моберма та Мон-Вольє. Улюблені умови проживання не відрізняються від решти видів Iberolacerta — скелясті виступи, осипи, каміння, тріщини в гірських породах, які розташовані на висоті від 1650 до 2750 метрів.                                     |            | [ 35 ] [ 36 ] [ 37 ]            |
| (фр. Lézard d’Aurelio)                                   | Iberolacerta aurelioi (Arribas, 1994)          | Lacertidae        | Squamata   | EN              | У Франції ящірка трапляється у Піренеях, уздовж тридцятикілометрового ланцюга гір Монкальм — д'Еста — Медекурб — Трістань — Тумассе — Серрер. Мешкає на висоті 2100 до 2940 метрів, серед скель та каміння. |            | [ 38 ] [ 39 ] [ 40 ]            |
| Ящірка піренейська (фр. Lézard de Bonnal)                | Iberolacerta bonnali (Lantz, 1927)             | Lacertidae        | Squamata   | NT              | Ендемік Піреней. Зустрічається на півдні Франції, здебільшого уздовж ланцюга гір Міді-д'Осо — Совгард — Монтегюб на висотах від 1550 до 3144 метрів. Полюбляє осипи, скелясті схили, інші кам'янисті місцини, а також луки. |            | [ 41 ] [ 42 ] [ 43 ]            |
| Ящірка прудка (фр. Lézard des souches)                   | Lacerta agilis Linnaues, 1758                  | Lacertidae        | Squamata   | LC              | Зустрічається в північно-східній частині країни. Може жити в різноманітних оселищах: у теплих піщаних місцинах, серед рідколісся, на альпійських луках, серед чагарників, поблизу сільськогосподарських угідь. |            | [ 44 ] [ 45 ]                   |
| (фр. Lézard à deux raies)                                | Lacerta bilineata Daudin, 1802                 | Lacertidae        | Squamata   | LC              | Окрім ряду північних департаментів, ящірка поширена на території усієї Франції. Мешкає у різноманітних, як сухих, так і вологих оселищах: серед чагарників чи рідколісся, на узліссі та лісових галявинах, поблизу виноградників, уздовж залізничних рейок.                                                                        |            | [ 46 ] [ 47 ]                   |
| (фр. Lézard catalan)                                     | Podarcis liolepis (Boulenger, 1905)            | Lacertidae        | Squamata   | —               | Ареал проживання охоплює південно-східні департаменти країни поблизу кордону з Італією, а також Атлантичні Піренеї. Полюбляє відкриті посушливі місцини, зокрема чагарники, ескарпи, скелі, осипи, збіднені рослинністю схили гір.                                                                                                 |            | [ 48 ] [ 49 ]                   |
| Ящірка мурова (фр. Lézard des murailles)                 | Podarcis muralis (Laurenti, 1768)              | Lacertidae        | Squamata   | LC              | Ящірка поширена повсюдно, за винятком Корсики. Оселища відрізняються своїм розмаїттям, оскільки плазун однаково добре почуває себе як в посушливих місцинах, наприклад серед чагарників, кам'яних руїн, виноградників, так і у вологих. Прикладами останніх можуть послужити хвойні та широколисті ліси, лісові галявини, узлісся. |            | [ 50 ] [ 51 ]                   |
| Стінна ящірка італійська (фр. Lézard sicilien)           | Podarcis siculus (Rafinesque-Schmaltz, 1810)   | Lacertidae        | Squamata   | LC              | Повідомлення про знахідки цього інвазивного виду на Корсиці та в регіонах Вар і Буш-дю-Рон датуються ще кінцем позаминулого століття. Конкурує з P. tiliguerta за життєвий простір на Корсиці. |            | [ 52 ] [ 53 ] [ 54 ]            |
| Стінна ящірка тіренська (фр. Lézard tyrrhénien)          | Podarcis tiliguerta (Gmelin, 1789)             | Lacertidae        | Squamata   | LC              | Ендемік Корсики (Франція) та Сардинії (Італія). Надає перевагу посушливим місцинам: піщаним пляжам, маквісам, рідколіссю, скелям, сільськогосподарським угіддям. Можна зустріти на висоті до 1800 метрів. |            | [ 55 ] [ 56 ]                   |
| (фр. Psammodrome algire)                                 | Psammodromus algirus (Linnaues, 1758)          | Lacertidae        | Squamata   | LC              | Ареал проживання розташований у південно-східній частині країни, за винятком Приморських Альп. Місця проживання доволі різні: піщані морські пляжі, густі посушливі чагарникові місцини на кшталт гариг та маквісів, кам'яні будівлі, фруктові сади, рідколісся.                                                                   |            | [ 57 ] [ 58 ]                   |
| (фр. Psammodrome d’Edwards)                              | Psammodromus edwardsianus (Dugès, 1829)        | Lacertidae        | Squamata   | —               | Трапляється здебільшого в південно-східній частині країни в межах Провансу. Полюбляє теплі місцини з бідною рослинністю, наприклад посушливі поля, піщані та галькові пляжі, може траплятися серед рідколісся, у гаригах та маквісах.                                                                                              |            | [ 59 ] [ 60 ] [ 61 ]            |
| Ящірка прикрашена (фр. Lézard ocellé)                    | Timon lepidus (Daudin, 1802)                   | Lacertidae        | Squamata   | NT              | Основний ареал проживання — південно-східна частина Франції, хоча трапляється по всій південній частині країни. Проживає у різних біотопах: як серед рідколісся, фруктових садів чи виноградників, так на скелях чи навіть у піщаних місцинах.                                                                                     |            | [ 62 ] [ 63 ] [ 64 ]            |
| Ящірка живородна (фр. Lézard vivipareé)                  | Zootoca vivipara (Lichstein, 1823)             | Lacertidae        | Squamata   | LC              | Окрім Корсики та деяких департаментів на заході та на південному сході, поблизу кордону з Італією, ящірка поширена по всій території Франції. Трапляється як на лісових галявин, серед рідколісся та на полях, так і на болотах, у садах, серед вогких чагарників. Надає перевагу вогким місцинам.                                 |            | [ 65 ] [ 66 ] [ 67 ]            |
| (фр. Couleuvre astreptophore)                            | Natrix astreptophora (Seoane, 1884)            | Natricidae        | Squamata   | —               | Достовірно зустрічається в південно-західній частині країни (департаменти Ар'єж, Східні Піренеї та Од. Хоча надає типову для вужів перевагу вологим місцинам, життєдіяльність виду значно менше залежить від наявності води. |            | [ 5 ] [ 69 ] [ 70 ]             |
| (фр. Couleuvre helvétique)                               | Natrix helvetica (Lacepède, 1789)              | Natricidae        | Squamata   | —               | Змія зустрічається повсюдно, включно з Корсикою. Полюбляє болота, заплави, різноманітні водойми та інші вологі місцини. |            | [ 6 ] [ 72 ] [ 73 ]             |
| Вуж гадюковий (фр. Couleuvre vipérine)                   | Natrix maura (Linnaeus, 1758)                  | Natricidae        | Squamata   | LC              | Змія поширена по всій Франції. Життєдіяльність пов'язана з водоймами, тому часто зустрічається біля озер, струмків, заплав. Надає перевагу прісній воді, втім, не цурається й солонуватої. |            | [ 74 ] [ 75 ] [ 76 ]            |
| Гекон стінний (фр. Tarente de Maurétanie)                | Tarentola mauritanica (Linnaeus, 1758)         | Phyllodactylidae  | Squamata   | LC              | Ареал проживання — Корсика, усі середземноморські департаменти, Жиронда, Лот і Гаронна, Тарн і Гаронна та Верхня Гаронна. Надає перевагу кам'янистим посушливим місцинам, у тому числі й антропогенним: печерам, скелям, насипам, руїнам тощо.                                                                                     |            | [ 77 ] [ 78 ]                   |
| Ящіркова змія європейська (фр. Couleuvre de Montpellier) | Malpolon monspessulanus (Hermann, 1804)        | Psammophiidae     | Squamata   | LC              | Поширена в південно-східній частині Франції. Найвірогідніше цю змію можна зустріти в посушливих кам'яних чи піщаних місцинах, серед рідких чагарників, зрідка — біля водойм чи у лісі. |            | [ 79 ] [ 80 ] [ 81 ]            |
| (фр. Seps strié)                                         | Chalcides striatus (Cuvier, 1829)              | Scincidae         | Squamata   | LC              | Трапляється в усіх середземноморських департаментах, у більшості південних, а також в Приморській Шаранті. Ксерофільний плазун, який полюбляє поля, пасовиська, чагарники, піщані пляжі. |            | [ 82 ] [ 83 ]                   |
| Гекон європейський (фр. Eulepte d’Europe)                | Euleptes europaea (Gené, 1839)                 | Sphaerodactylidae | Squamata   | NT              | У Франції ящірка трапляється на Корсиці та на крайньому південному сході. Нічний та ксерофільний вид, який майже виключно трапляється у скелястих та кам'янистих місцинах. |            | [ 84 ] [ 85 ]                   |
| Гадюка аспідова (фр. Vipère aspic)                       | Vipera aspis (Linnaues, 1758)                  | Viperidae         | Squamata   | LC              | За винятком Бретані та північного заходу, змія поширена на території всієї країни. Теоретично може пристосуватися до будь-якого типу оселища, однак надає перевагу теплим та навіть посушливим місцинам. |            | [ 86 ] [ 87 ] [ 88 ]            |
| Гадюка звичайна (фр. Vipère péliade)                     | Vipera berus (Linnaues, 1758)                  | Viperidae         | Squamata   | LC              | Трапляється на північному заході країни та в її центрі, наявні дані про її проживання в Альпах. Пристосована до життя в різноманітних умовах: в гірській місцевості, в широколистяних та хвойних лісах, серед чагарників, на болотних луках.                                                                                       |            | [ 89 ] [ 90 ] [ 91 ]            |
| Гадюка Сеоане (фр. Vipère de Seoane)                     | Vipera seoanei Lataste, 1879                   | Viperidae         | Squamata   | LC              | У Франції змія проживає виключно в гірській місцевості Атлантичних Піреней. Полюбляє як лісові місцини, так і рідколісся, чагарники, пасовища. |            | [ 92 ] [ 93 ] [ 94 ]            |
| Гадюка лучна (фр. Vipère d’Orsini)                       | Vipera ursinii (Bonaparte, 1835)               | Viperidae         | Squamata   | VU              | Рідкісна змія, чий єдиний підвид U. ursinii ursinii трапляється на південному сході країни поблизу кордону з Італією. Здебільшого уникає густих заростей, полюбляє скелі та інші кам'янисті місцини, рідкі чагарники. |            | [ 95 ] [ 96 ] [ 97 ]            |
| Каретта звичайна (фр. Tortue caouanne)                   | Caretta caretta (Linnaues, 1758)               | Cheloniidae       | Testudines | VU              | Поширена поблизу усього середземноморського узбережжя. Біля атлантичного узбережжя не трапляється у його північній частині. Гнізда з яйцями трапляються не часто, проте у 2002 поблизу Порто-Веккіо та у 2006 поблизу Сен-Тропе були задокументовані знахідки гнізд.                                                               |            | [ 98 ] [ 99 ] [ 100 ]           |
| Морська черепаха зелена (фр. Tortue franche)             | Chelonia mydas (Linnaues, 1758)                | Cheloniidae       | Testudines | EN              | Вид, котрий рідко трапляється поблизу середземноморського та атлантичного берегів. Дані, які б підтверджували факт гніздування, не опубліковані. |            | [ 101 ] [ 102 ] [ 103 ]         |
| Бісса справжня (фр. Tortue caret)                        | Eretmochelys imbricata (Linnaues, 1766)        | Cheloniidae       | Testudines | CR              | У територіальних водах Франції вид трапляється вкрай рідко. Поодинокі реєстрації трапляються поблизу узбережжя департаментів Вар та Приморські Альпи. Дані щодо гніздування відсутні. |            | [ 104 ] [ 105 ] [ 106 ]         |
| (фр. Tortue de Kemp)                                     | Lepidochelys kempii Garmann, 1880              | Cheloniidae       | Testudines | CR              | Вкрай рідко зустрічається у територіальних водах. Здебільшого реєструється поблизу атлантичних берегів країни. Щодо середземноморського узбережжя, то підтверджено її знахідки поблизу Еро. Дані щодо відкладання яєць відсутні.                                                                                                   |            | [ 107 ] [ 108 ] [ 109 ]         |
| (фр. Tortue olivâtre)                                    | Lepidochelys olivacea (Eschscholtz, 1829)      | Cheloniidae       | Testudines | VU              | Дуже рідко трапляється у водах Франції. Достовірні дані щодо реєстрації стосуються узбережжя Приморської Шаранти. Дані щодо відкладання яєць відсутні. |            | [ 107 ] [ 110 ] [ 111 ]         |
| Черепаха кайманова (фр. Tortue serpentine)               | Chelydra serpentina (Linnaues, 1758)           | Chelydridae       | Testudines | LC              | Трапляється нерівномірно по всій Франції (близько 30 департаментів), у тому числі й на Корсиці. У деяких місцевостях популяції черепахи були здатні до самовідтворення. Конкурент щодо ресурсів та житла щодо місцевих автохтонних видів.                                                                                          |            | [ 112 ] [ 113 ] [ 114 ]         |
| Шкіряста черепаха єдина (фр. Tortue Luth)                | Dermochelys coriacea (Vandelli, 1761)          | Dermochelyidae    | Testudines | VU              | Зрідка, однак регулярно, з'являється у середземноморських водах країни, вкрай рідко — в атлантичних. Дані щодо відкладання яєць відсутні, така ситуація малоймовірна. |            | [ 107 ] [ 115 ] [ 116 ]         |
| Черепаха іберійська (фр. Emyde lépreuse)                 | Mauremys leprosa (Schweigger, 1812)            | Geoemydidae       | Testudines | VU              | Трапляється на півдні країни в районі річок Бейорі, Тек, Аглі. Найбільше полюбляє глибокі спокійні кам'янисті ділянки річок, однак також трапляється на болотах, біля струмків з рясною рослинністю, в ставках та в іригаційних каналах.                                                                                           |            | [ 117 ] [ 118 ] [ 119 ]         |
| Черепаха болотна (фр. Cistude d’Europe)                  | Emys orbicularis (Linnaeus, 1758)              | Emydidae          | Testudines | NT              | Трапляється в центрі та півдні країни (найбільше на південному заході), а також на Корсиці, відсутня в Бретані та на півночі. Надає перевагу прісноводним або солонуватим водоймам зі слабкою течією, або взагалі без неї: болотам, ставкам, озерам, нестрімким річкам.                                                            |            | [ 120 ] [ 121 ]                 |
| Червоновуха черепаха звичайна (фр. Trachémyde écrite)    | Trachemys scripta (Thunberg in Schoepff, 1792) | Emydidae          | Testudines | NA              | Знахідки черепах по всій країні. У багатьох районах утворює популяції, які здатні до репродукції. Витісняє автохтонні види черепах (E. orbicularis та M. leprosa), оскільки мешкає в ідентичних біотопах. |            | [ 122 ] [ 123 ] [ 124 ] [ 125 ] |
| Черепаха балканська (фр. Tortue d’Hermann)               | Testudo hermanni Gmelin, 1789                  | Testudinidae      | Testudines | NT              | Черепаху можна зустріти в Провансі неподалік Маврських гір та масиву Естерель та на Корсиці. Оселищами виступають гариги, маквіси, ліси та інші посушливі прибережні біотопи. |            | [ 126 ] [ 127 ]                 |

#### Зниклі плазуни та ті, що потребують уточнення
| Українська назва/Локальна назва                 | Біноміальна назва                         | Родина       | Ряд        | Статус МСОП | Пояснення | Зображення | Примітки                |
| ----------------------------------------------- | ----------------------------------------- | ------------ | ---------- | ----------- | --- | ---------- | ----------------------- |
| Ящірка червонохвоста фр. Acanthodactyle commun  | Acanthodactylus erythrurus (Schinz, 1833) | Lacertidae   | Squamata   | LC          | Автохтонний для Франції вид, який траплявся на півдні країни до кінця XIX століття. |            | [ 128 ] [ 129 ]         |
| Черепаха середземноморська (фр. Tortue grecque) | Testudo graeca Linnaues, 1758             | Testudinidae | Testudines | VU          | Наявні дані про постійні знахідки у дикій природі в Нор — Пар-де-Кале, в південно-західній частині країни, Приморській Шаранті, Жиронді та Дордонь. Деякі популяції здатні до самовідтворення. |            | [ 130 ] [ 131 ] [ 132 ] |